# Championnats de France d'escrime 2007
Navigation
Édition précédente Édition suivante
Les championnats de France d'escrime 2007 ont eu lieu le 8 décembre 2007 à Paris au Stade Pierre de Coubertin. 6 épreuves figuraient au programme, trois masculines et trois féminines.

## Liste des épreuves
- Épée masculine
- Épée féminine
- Fleuret masculin
- Fleuret féminin
- Sabre masculin
- Sabre féminin

## Podiums
- Fleuret masculin :

| Or     | Grégory Koenig                 |
| Argent | Nicolas Beaudan                |
| Bronze | Brice Guyart Erwann Le Péchoux |

- Fleuret féminin :

| Or     | Adeline Wuillème                  |
| Argent | Céline Seigneur                   |
| Bronze | Aurélie benoit Corinne Maitrejean |

- Sabre masculin :

| Or     | Vincent Anstett            |
| Argent | Nicolas Lopez              |
| Bronze | Julien Pillet Boris Sanson |

- Sabre féminin :

| Or     | Cécile Argiolas                 |
| Argent | Anne-Lise Touya                 |
| Bronze | Eve Pouteil-Noble Carole Vergne |

- Épée masculine :

| Or     | Rémy Delhomme                      |
| Argent | Jérôme Jeannet                     |
| Bronze | Alexandre Bouzaid Gauthier Grumier |

- Épée féminine :

| Or     | Laura Flessel                   |
| Argent | Sarah Daninthe                  |
| Bronze | Coralie Delacour Maureen Nisima |